# Butanon
Butanon of methylethylketon (doorgaans afgekort tot MEK) is een keton met als brutoformule C4H8O. Naast aceton is het een van de eenvoudigste van deze verbindingen. Het is een kleurloze vloeistof, met een doordringende, zoete geur die door sommigen als prettig en door anderen als stank wordt ervaren.

## Synthese
Butanon kan gesynthetiseerd worden door oxidatie van 2-butanol, maar wordt industrieel hoofdzakelijk bereid door de dehydrogenering van 2-butanol. 2-butanol wordt bekomen door het hydrateren van 2-buteen. De dehydrogenering van 2-butanol grijpt plaats op hoge temperatuur in de gasfase, over een metaaloxide als katalysator. De reactie is endotherm en wordt industrieel uitgevoerd in een aantal reactoren in serie, waarbij de gasstroom tussen de reactoren wordt opgewarmd.

## Toepassingen
Butanon wordt gebruikt als oplosmiddel en reinigingsmiddel en het zit als weekmaker in MEK-lijmen. Dit zijn contactlijmen die kunststoffen aan elkaar lassen door het oppervlak zacht tot vloeibaar te maken. Op grond van ervaring met andere weekmakers en oplosmiddelen is aannemelijk dat langdurige inademing kan leiden tot organisch psychosyndroom of OPS, beter bekend als schildersziekte.